# Nokia 1600
Nokia 1600 là một mẫu thuộc thế hệ điện thoại cơ bản mở rộng được sản xuất bởi Nokia. Nó được ra mắt thị trường vào năm 2005. Nó là mẫu điện thoại được phát hành chủ yếu cho các nước đang phát triển.

## Trò chơi
Dưới đây là các trò chơi mặc địch cho dòng điện thoại này.
- Pocket Carrom
- Soccer League
- Cricket Cup

Trò chơi phát hành ở các nước và khu vực:
Châu Á:
- Pocket Carrom
- Soccer League
- Cricket Cup

Châu Phi:
- Snake Xenzia
- Soccer League
- Rapid Roll

Argentina:
- Soccer League
- Rapid Roll
- Dice Games